# Olne
Olne (in vallone Ône) è un comune belga di 3 788 abitanti, situato nella provincia vallona di Liegi.